# 539
539 (DXXXIX) година е обикновена година, започваща в събота.

## Събития
- Март – готите и бургундите си връщат Медиоланум (модерно Милано), след много месеци на обсада, градът достига точката на гладна смърт. Византийският гарнизон (1000 души) се предава и е пощаден, но жителите са избити (според Прокопий Кесарийски 300 000 души са убити), а самият град е разрушен.
- Велизарий, който все още обсажда Равена, преговаря за договор с Теодеберт I (чиито сили страдат от дизентерия). Франките се оттеглят в Галия. Византийската флота контролира Адриатическо море и блокира пристанището на столицата от доставки.
- Император Юстиниан I е разтревожен от подновените варварски набези през дунавската граница от страна на славяните, българите, гепидите и аварите.
- Валтари убива чичо си Вачо и става крал на лангобардите.
- Кинмей наследява своя брат Сенка и се възкачва като 29-ия император на трона на Япония.
- Четвърта година на световен глад, вследствие на климатични аномалии от 535 – 536 г.
- 29 ноември – Антиохия е ударена от земетресение.

## Родени
- - Абу Талиб ибн Абд ал-Муталиб, водач на Бану Хашим и чичо на Мохамед († 619 г.)
  - Берта, съпруга на Етелберт от Кент
  - Хилперик I, крал на Неустрия (приблизителна дата)
  - Маврикий, император на Византийската империя († 602 г.)

## Починали
- Сенка, император на Япония
- Уачо, крал на лангобардите